# Serrat del Pou
El Serrat del Pou és un serrat del terme municipal de Conca de Dalt, antigament del d'Hortoneda de la Conca, situat en terres de l'antic poble d'Herba-savina.
És a llevant d'Herba-savina, a la dreta del riu de Carreu i al nord del Camí de Carreu. És a ponent del paratge de Carabasser i del Clot de Carabasser, a llevant del Serrat del Joquer.